# Umtanum Ridge
Die Umtanum Ridge ist ein langer antiklinaler Bergkamm in den Countys Yakima und Kittitas im US-Bundesstaat Washington. Sie verläuft über etwa 55 mi (89 km) ostsüdöstlich der Kaskadenkette, durch die Yakima Research Station zum Ufer des Columbia River am Priest Rapids Dam und der Hanford Reach. Das östliche Ende der Umtanum Ridge tritt in das Hanford Reach National Monument und die Hanford Site ein. Die Umtanum Ridge verläuft parallel zur Manastash Ridge im Norden und zur Yakima Ridge im Süden. Der Yakima River durchschneidet den Kamm an der Umtanum Ridge Water Gap.
Die Umtanum Ridge ist Teil des Yakima Fold Belt, einer Serie ostwärts ausgerichteter langer Bergkämme, die durch Faltung der Columbia River Basalt Group im Miozän entstand.